# Phnom Bok
Pour les articles homonymes, voir Bok.
Phnom Bok (en khmer : ប្រាសាទភ្នំបូក) est une colline au nord-est du Baray oriental au Cambodge où est bâti un temple à son sommet.

## Description
Cette élévation fait partie de la "trilogie des montagnes", où chacune est surmontée d'un temple construit avec une disposition similaire. Les deux autres collines étant Phnom Bakheng et Phnom Krom.

## Histoire
La création du temple date du règne de Yasovarman  Ier (889-910), quand la capitale du pays a été transférée à Angkor et nommée Yasodharapura.
Le site des trois collines a été choisi par Yashovarman car située le long de Baray oriental (dont seule subsiste la base de l'autel central). Au XXe siècle, ces sanctuaires avaient une grande valeur religieuse d'après le rite angkorien. Au point de vue astronomique, l'alignement des temples permettait d'observer les équinoxes et les solstices d'hiver et d'été de l'intérieur de l'entrée ouest du temple situé sur le Phnom Bok, connu également pour son triple sanctuaire dédié à la Trimurti. 

## Artefacts
C'est dans ce triple sanctuaire que la mission Louis Delaporte a découvert, en 1873, les trois têtes représentant la Trimurti. Elles sont à présent exposées au Musée Guimet à Paris.

## Galerie d'images
|               |
| Tête de Shiva |

|                 |
| Tête de Vishnou |

|                |
| Tête de Brahma |